# Романово (Підосиновський район)
Рома́ново (рос. Романово) — присілок у складі Підосиновського району Кіровської області, Росія. Входить до складу Утмановського сільського поселення.
Населення становить 14 осіб (2010, 19 у 2002).
Національний склад станом на 2002 рік — росіяни 95 %.